# Ardiansyah
Ardiansyah (* 5. Dezember 1951 in Banjarmasin; † 28. Oktober 2017 in Jakarta) war ein indonesischer Schachspieler.
Die indonesische Meisterschaft konnte er fünfmal gewinnen: 1969, 1970, 1974, 1976 und 1988. Er spielte für Indonesien bei elf Schacholympiaden: 1970–1974, 1978–1990, 1996. Außerdem nahm er vier Mal an den asiatischen Mannschaftsmeisterschaften (1977–1979, 1987–1989) teil.
Im Jahr 1969 wurde er Internationaler Meister, seit 1986 trug er den Titel Großmeister. 
| Hier fehlt eine Grafik, die leider im Moment aus technischen Gründen nicht angezeigt werden kann. Wir arbeiten daran! |